# Kenyanthropus platyops
Kenyanthropus platyops е изчезнал човешки прародител на възраст от 3,5 до 3,2 милиона години, който е открит в езерото Туркана, Кения през 1999 от Джъстъс Ерус, който е част от екипа на Мийви Лики.  В открития фосил се наблюдават черти като широко плоско лице с кост с пета, което вероятно означава, че е ходил изправен. Формите на зъбите са преходни между типично човешки и типично маймунски. Kenyanthropus platyops, което означава „човекът с широкото плоско лице от Кения“ (име дадено от Мийви Лики) е единственият описан вид в рода. Обаче, ако някои палеоантрополози са прави, Kenyanthropus може да не представлява валиден таксон като вида (KNM-WT 40000) е толкова изкривен от пукнатини в запълнените матрици, че е почти невъзможно да се установят сигурно морфологичните характеристики. Може да бъде просто образец на Australopithecus afarensis, който е познат с обитанието си в същия период и географска ера.